# 浦幌インターチェンジ
浦幌インターチェンジ（うらほろインターチェンジ）は、北海道十勝郡浦幌町字栄穂にある道東自動車道のインターチェンジ（地域活性化インターチェンジ）である。
国土交通省北海道開発局管轄の無料区間にあり、料金所は設置されていない。

## 歴史
- 2009年（平成21年）
  - 6月30日：国土交通大臣から当IC設置の連結許可が下りる[1][2]。
  - 11月21日：北海道初の新直轄方式区間として本別IC - 浦幌IC間が開通[3]。
- 2015年（平成27年）3月29日：浦幌IC - 白糠IC間が開通[4][5]。

## 周辺
- 浦幌町市街地までは約40km離れている[3]。
- 留真温泉

## 接続する道路
- 直接接続
  - 浦幌町道東14線[3]
- 間接接続
  - 国道274号
  - 国道392号（国道274号との重用区間）

## 隣
E38 道東自動車道
(13) 本別IC - 上浦幌PA - (14) 浦幌IC - (15) 白糠IC